# Plagiolepis fuscula
Plagiolepis fuscula é uma espécie de formiga do gênero Plagiolepis, pertencente à subfamília Formicinae.